# Veleni
Veleni – wieś w Rumunii, w okręgu Dolj, w gminie Seaca de Pădure. W 2011 roku liczyła 449 mieszkańców.